# تکنیک طراحی و تحلیل ساختاری

عناصر پایه در تکنیک طراحی و تحلیل ساختاری

تکنیک طراحی و تحلیل ساختاری (انگلیسی: Structured analysis and design technique) روشی در مهندسی سیستم‌ها و فرایند توسعه نرم‌افزار است، که برای توصیف سیستم‌ها به‌عنوان سلسله مراتبی از توابع، بکار گرفته می‌شود. تکنیک طراحی و آنالیز ساختاری (به‌اختصار: SADT) یک زبان مدل‌سازی تحلیل ساختاری است، که از ۲ نوع نمودار استفاده می‌کند: مدل‌های فعالیت و مدل‌های داده. این روش در اواخر دهه ۱۹۶۰ توسط داگلاس تی. راس توسعه یافت، و در سال ۱۹۸۱ تحت عنوان IDEF0 منتشر شد. تکنیک طراحی و آنالیز ساختاری روشی برای نشانه‌گذاری و طراحی نمودارها است، که به افراد در توصیف و درک سیستم‌ها کمک می‌نماید.